# Hugo Höfl (General)
Hugo Höfl (* 16. Juni 1878 in Regensburg; † 13. April 1957 in Weipertshausen) war ein deutscher Generalleutnant im Zweiten Weltkrieg.

## Leben

### Familie
Höfl war der Sohn eines Oberbahninspektors. Er verheiratete sich 1905 mit Julie Bever, Tochter des Lindauer Arztes Karl Bever, mit der er drei Kinder hatte.

### Militärkarriere
Nach dem Besuch eines Humanistischen Gymnasiums trat Höfl am 15. Juli 1897 als Zweijährig-Freiwilliger und Fahnenjunker in das 20. Infanterie-Regiment „Prinz Franz“ der Bayerischen Armee ein. Dort wurde er nach dem Besuch der Kriegsschule am 25. Juli 1899 zum Leutnant befördert. Ab Oktober 1905 diente Höfl für fünf Jahre als Bataillonsadjutant. Von 1911 bis 1914 absolvierte er die Kriegsakademie, die ihm die Qualifikation für die Höhere Adjutantur sowie für den Militär-Eisenbahn- und Referatsdienst aussprach. Bereits während des Besuchs der Akademie war Höfl am 7. Januar 1914 zum Hauptmann befördert worden.
Mit Ausbruch des Ersten Weltkriegs wurde Höfl zum Zweiten Adjutant der 2. Infanterie-Division ernannt, mit der er in Lothringen und Frankreich zum Einsatz kam. Kurzzeitig fungierte er dann von Ende September bis Mitte Oktober 1914 als Generalstabsoffizier der zusammengesetzten Brigade von Godin und kehrte dann als Kompanie-, später als Bataillonsführer zum 20. Infanterie-Regiment „Prinz Franz“ zurück. Im weiteren Kriegsverlauf hatte Höfl weitere Stabsverwendungen, zuletzt bei der 4. Armee. Für seine Leistungen war er mit beiden Klassen des Eisernen Kreuzes, dem Militärverdienstorden IV. Klasse mit Schwertern und Krone sowie dem Österreichischen Militärverdienstkreuz III. Klasse mit Kriegsdekoration ausgezeichnet worden.
Nach dem Waffenstillstand von Compiègne und der Rückkehr in die Heimat wurde Höfl ab 18. Dezember 1918 als Führer des I. Bataillons des 20. Infanterie-Regiments „Prinz Franz“ verwendet. Nach der Auflösung des Regiments war er im Mai 1919 Garnisonsältester in Lindau und Führer des Freikorps Bodensee. Ende des Monats wurde er zur Inspektion der Militär-Bildungsanstalten sowie Anfang Juni 1919 zur Zentralstelle des Generalstabs versetzt. Mit Patent vom 18. Oktober 1918 wurde er zum Major befördert. Höfl wurde dann in die Vorläufige Reichswehr übernommen und war bis 14. September 1923 als Taktiklehrer an der Infanterieschule München tätig. Anschließend kehrte er in den Truppendienst zurück, kommandierte bis 12. Januar 1928 das I. Bataillons des 21. (Bayerisches) Infanterie-Regiments in Würzburg und wurde am 1. April 1924 zum Oberstleutnant befördert. Er wurde dann zum Kommandanten von Ingolstadt ernannt und in dieser Stellung am 1. Februar 1929 zum Oberst befördert. Am 30. September 1929 entband man ihn von seinem Posten und verabschiedete ihn in den Ruhestand.
Er trat daraufhin in türkische Dienste über.
Nach der Bildung des Heeres kehrte Höfl nach Deutschland zurück und trat zum 1. Dezember 1935 in die Wehrmacht ein. Zunächst erhielt er den Posten als Ausbildungsleiter im ostpreußischen Sensburg, war dann ab 1. Oktober 1936 für ein Jahr beim Stab des I. Armeekorps und wurde anschließend zum Landwehr-Kommandeur in Insterburg ernannt. Zum 1. Juni 1939 folgte seine Beförderung zum Generalmajor.
Vor dem Beginn des Zweiten Weltkriegs wurde Höfl am 26. August 1939 zum Kommandeur der 206. Infanterie-Division ernannt, mit der er sich am Polen- und später am Westfeldzug beteiligte. Er kam mit seinem Großverband auch beim Überfall auf die Sowjetunion zum Einsatz, wurde am 1. Juli 1941 zum Generalleutnant befördert und für seine Leistungen am 4. Dezember 1941 mit dem Ritterkreuz des Eisernen Kreuzes ausgezeichnet. Im April 1942 gab er die Division ab, war von Juli bis 17. Dezember 1942 Kommandeur der 39. Infanterie-Division und wurde anschließend mit der Führung des LXXXIX. Armeekorps beauftragt. Zum 30. April 1943 wurde Höfl aus der Wehrmacht verabschiedet.